# Relaciones Ecuador-Indonesia
Las Relaciones Ecuador-Indonesia se refieren a las relaciones entre Indonesia y Ecuador. Las relaciones Ecuador-Indonesia se establecieron el 29 de abril de 1980, pero no fue hasta noviembre de 2004 que Ecuador estableció su embajada en Yakarta, y 6 años más tarde el 11 de noviembre de 2010 Indonesia finalmente abrió su embajada en Quito. Ambos países son miembros del Foro de Cooperación de Asia Oriental y América Latina y Movimiento de Países No Alineados.
Los días 22 y 23 de junio de 2012, el presidente de Indonesia, Susilo Bambang Yudhoyono, visitó Quito y se reunió con su homólogo presidente Rafael Correa. También fueron testigos de la firma de varios memorandos de entendimiento entre dos naciones. La visita también tuvo la intención de retribuir la visita del presidente ecuatoriano a Indonesia en noviembre de 2007. Las relaciones bilaterales, principalmente en el sector energético, Ecuador tiene algunos campos de petróleo y gas y ofreció a Indonesia la oportunidad de invertir en la industria petrolera. En 2013, el volumen de comercio bilateral alcanzó 94,54 millones de dólares, con saldo comercial a favor de Indonesia con 68,30 millones de dólares.